# Mark V. Parkinson
Mark  Parkinson (Wichita, 24 de junho de 1957) é um político americano, atual governador do estado do Kansas. Antes de ser governador foi empresário e deputado.

## Histórico Eleitoral
| Eleição para deputado estadual do 14º distrito em 1990 | Eleição para deputado estadual do 14º distrito em 1990 | Eleição para deputado estadual do 14º distrito em 1990 | Eleição para deputado estadual do 14º distrito em 1990 | Eleição para deputado estadual do 14º distrito em 1990 | Eleição para deputado estadual do 14º distrito em 1990 | Eleição para deputado estadual do 14º distrito em 1990 |
| Partido                                                | Partido                                                | Candidato                                              | Candidato                                              | Votos                                                  | %                                                      | ±%                                                     |
| ------------------------------------------------------ | ------------------------------------------------------ | ------------------------------------------------------ | ------------------------------------------------------ | ------------------------------------------------------ | ------------------------------------------------------ | ------------------------------------------------------ |
|                                                        | Partido Republicano                                    |                                                        | Mark Parkinson                                         | 2.880                                                  | 71,73%                                                 |                                                        |
|                                                        | Partido Democrata                                      |                                                        | Michael R. Norlen                                      | 1.135                                                  | 28,27%                                                 |                                                        |